# Eschenbeek
| Zuläufe und Bauwerke \| Eschenbeek \| Eschenbeek \| Eschenbeek \| \| ------------------------ \| ---------- \| ---------- \| \| Legende \| \| \| \| Wuppertal \| \| Wuppertal \| \| \| \| \| \| \| \| \| \| Zulauf In der Eschenbeek \| \| \| \| \| \| Florabach \| \| Zulauf Im Lehmbruch \| \| \| \| Teich \| \| \| \| \| \| \| \| \| \| \| \| Mirker Bach \| \| \| |  |           |
| Eschenbeek |  |           |
| Legende |  |           |
| Wuppertal |  | Wuppertal |
| |  |           |
| |  |           |
| Zulauf In der Eschenbeek |  |           |
| |  | Florabach |
| Zulauf Im Lehmbruch |  |           |
| Teich |  |           |
| |  |           |
| |  |           |
| Mirker Bach |  |           |

Die Eschenbeek ist ein 1,377 Kilometer langer Bach im Wuppertaler Stadtbezirk Uellendahl-Katernberg und ein rechter Zufluss des Mirker Bachs. Für den Namen des Fließgewässers wird auch häufig die Tautologie Eschenbeeker Bach verwendet (Beek ist das niederdeutsche Wort für „Bach“).

## Etymologie
Die Eschenbeek ist nach einer alten Ortsbezeichnung benannt, 1537 wurde eine „Eschenbicker Hoeffstadt“ erwähnt. Zu „Esch“ gibt es zwei Deutungen, einmal nach der Baumart Esche (wahrscheinlicher), zum anderen nach einem eingehegten Saatfeld bzw. Äckern. Diese wurden zur selben Zeit bebaut und abgeerntet oder als Brachfeld benutzt.
Eine Eschenbeeker Straße (früher nur Eschenbeek) ist erstmals im Adressbuch von 1850 beschrieben. Sie verläuft am nordöstlichen Hang des Dorrenbergs.

## Topografie
Der Bach entspringt auf rund 257 Metern Höhe über NN auf den Wuppertaler Nordhöhen am Wilhelm-Raabe-Weg, einer Seitenstraße der Hainstraße, rund 130 Meter östlich einer früheren Gärtnerei.
Der Bach fließt in südsüdöstlicher Richtung und vereinigt sich nach rund 490 Metern mit einem namenlosen, 154 Meter langen Gewässer von rechts. 700 Meter nach der Quelle stößt der 623 Meter lange Florabach verrohrt von links auf die Eschenbeek. Nach weiteren 140 Metern kommt von rechts ein 688 Meter langer namenloser Zulauf hinzu.
Nachdem der Bach am Fuße des Dorrenbergs eine Kleingartenanlage durchflossen hat, läuft er rund 1150 Meter nach der Quelle in der Nähe der Teschemacherstraße verrohrt weiter und mündet nach rund 220 Metern in rund 177 Metern Höhe in den Mirker Bach, der wiederum in die Wupper mündet.